# Une affaire de cœur (album)
Albums de Nicole Martin
Laissez-moi chanter L'Amour avec toi
Une affaire de cœur est le 12e album studio de Nicole Martin. L'album est sorti en 1982 en coproduction chez Disques Nicole Martin et Kébec-Disque.

## Liste des titres
| No  | Titre                         | Paroles                             | Musique                                            | Durée |
| --- | ----------------------------- | ----------------------------------- | -------------------------------------------------- | ----- |
| 1.  | Cœur usagé                    | Gilles Valiquette                   | Gilles Valiquette                                  | 2 :45 |
| 2.  | Pense à moi                   | Pierre Létourneau                   | Germain Gauthier                                   | 3 :09 |
| 3.  | Dis-lui que je l’aime         | Gilles Valiquette                   | Germain Gauthier                                   | 4 :12 |
| 4.  | Pour une fois                 | Gilles Valiquette et Michel Fauteux | Jean-Marie Benoît                                  | 4 :18 |
| 5.  | Sans toi                      | Pierre Bertrand                     | Germain Gauthier                                   | 3 :35 |
| 6.  | Vivre ma vie                  | Mouffe                              | Angelo Finaldi                                     | 4 :06 |
| 7.  | Ne compte plus sur moi        | Gilles Valiquette                   | Gilles Valiquette                                  | 3 :08 |
| 8.  | La fille en amour             | Gilles Valiquette                   | Gilles Valiquette, Germain Gauthier et Luc Gilbert | 4 :26 |
| 9.  | Un jour à la fois             | Gilles Valiquette                   | Germain Gauthier                                   | 3 :29 |
| 10. | Ne viens plus dormir chez moi | Pierre Létourneau                   | Germain Gauthier                                   | 3 :19 |

## Singles extraits de l'album
- Pense à moi
- Pour une fois
- La fille en amour
- Sans toi
- Cœur usagé